# Jürgen Czarske

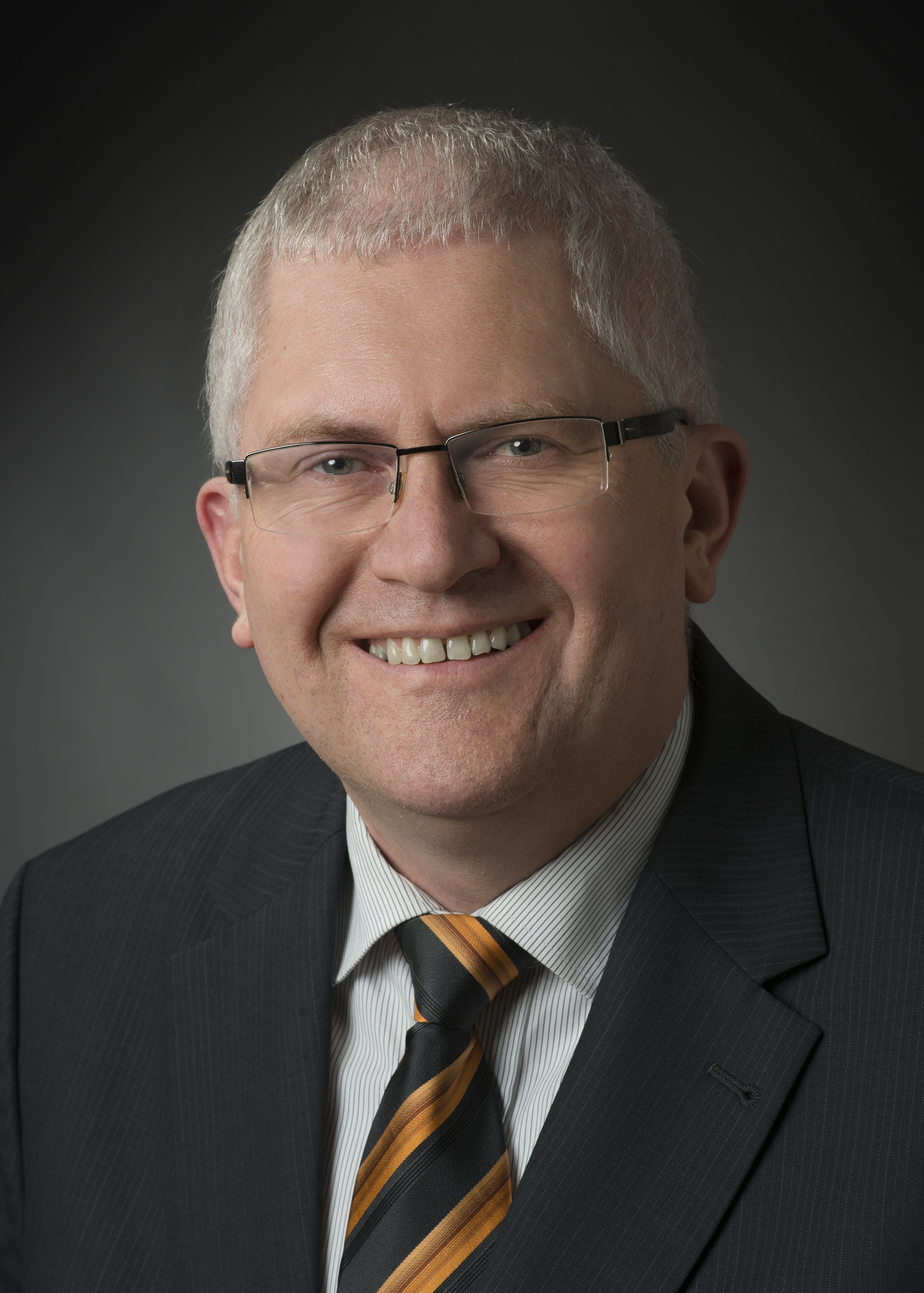
Jürgen Czarske, 2015

Jürgen Czarske (* 20. Dezember 1962 in Bad Segeberg, Schleswig-Holstein) ist ein deutscher Elektroingenieur, Informationssystemingenieur, Physiker, Messsystemtechniker und Hochschullehrer. Er ist Direktor des Kompetenzzentrums BIOLAS (Biomedical Computational Laser Systems), Lehrstuhlleiter, Vizepräsident der ICO (International Commission for Optics) und kooptierter Professor für Physik.

## Leben
Jürgen Czarske studierte an der Fernuniversität Hagen und an der Universität Hannover Elektrotechnik und Physik. Von 1986 bis 1991 wurde er durch ein Stipendium der Siemens AG aufgrund des überdurchschnittlichen Vordiploms und einer in München abgelegten Aufnahmeprüfung gefördert. Mehrere Forschungspraktika führte er in München bei der Siemens AG u. a. zur optischen Nachrichtentechnik durch. Er promovierte bei Prof Fromund Hock und Prof Herbert Welling, mit summa cum laude, 1995 am Institut für Messtechnik im Maschinenbau der Universität Hannover mit einem Thema aus der Lasermesstechnik, insbesondere der optoelektronischen Signaltheorie, computerbasierten Holographie, diffraktiven Optik, Faseroptik und Interferometrie. Er arbeitete bei Prof Herbert Welling, Prof Hans Kurt Tönshoff und Prof. Heinrich Dietrich „Heinz“ Haferkamp von 1995 bis 2004 am Laser Zentrum Hannover e. V., zuletzt als Abteilungsleiter Messtechnik. Von 1996 bis 2001 arbeitete er zeitweise an Forschungsinstitutionen in Japan und USA. Nachdem er 2003 im Fachbereich Maschinenbau der Universität Hannover zum Gebiet Messtechnik habilitiert hatte, ist er seit 2004 C4-Professor an der Fakultät Elektrotechnik und Informationstechnik der Technischen Universität Dresden. Er ist kooptierter Professor für Physik und leitet das Kompetenzzentrum BIOLAS, welches das Ziel verfolgt, grundlegend neuartige Systeme mit Paradigmenwechsel zu entwickeln und vorteilhaft in die Biomedizin zu transferieren.
Jürgen Czarske beschäftigt sich vor allem mit der Systemtechnik, wobei Ultraschall- und Laserwellen genutzt werden. Systeme sind die Gesamtheit von Elementen, die aufeinander bezogen und nach außen hin als abgegrenzte Struktur organisiert sind. Die von Czarske anvisierten Anwendungsgebiete der realisierten Systeme sind die Biomedizin (Gesundheit), Verfahrens- und Produktionstechnik (Energie und Umwelt), sowie Informationssystemtechnik (Kommunikation). Für die Qualitätssicherung bei der Fertigung untersucht er optische in-situ Formmessungen. AI, Machine Learning, Adaptive Systeme und Wellenfrontkontrolle werden von Czarske für eine mehrdimensionale Mikroskopie und für die Lichtkontrolle in biologischem Gewebe sowie in anderen komplexen Medien verfolgt. Diese Arbeiten sind für die Optogenetik und für medizinische Nanoroboter von Bedeutung. Weiterhin wurden durch die Wellenfrontkontrolle und Deep Learning Paradigmenwechsel bei der faseroptischen Kommunikation demonstriert. Juergen Czarskes hohe Anerkennung als Wissenschaftler spiegelt sich auch in der zweimaligen Wahl zum DFG-Fachkollegiaten (2012–2020), die zweimalige Wahl zum Vice President of International Commission for Optics (ICO), die Aufnahme im Editorial Board bei Light Science and Applications, Light Advanced Manufacturing und Advanced Photonics sowie die Aufnahme in Sächsische Akademie der Wissenschaften zu Leipzig (2018) wider.
Czarske ist verheiratet und hat ein Kind.

## Ehrungen
- 2024: Ehrenprofessur der University of Shanghai for Science and Technology[22]
- 2024: Dennis Gabor Award in Diffractive Optics der SPIE für seine Beiträge zur Entwicklung der digitalen Holografie und verwandter Techniken für Biomedizin, Faserkommunikation, Bildgebung, Informationsverarbeitung und Lasermesstechnik[23]
- 2023: Distinguished Lecturer der IEEE Photonics Society[24]
- Chandra S Vikram Award in Optical Metrology of SPIE (International not-for-profit professional society for optics and photonics technology), awarded during the Conference SPIE Optics + Photonics 2022 at Marriott in San Diego, CA, USA, 8/2022
- Fellow Award, IOP (Institute of Physics, London, UK), FInstP, 7/202
- Fellow Award, IET (Institution of Engineering and Technology, London, UK), 7/2021
- Laser Instrumentation Award 2020 of IEEE Photonics Society (IEEE: Institute of Electrical and Electronics Engineers), New York City, NY, USA[25]
- Joseph Fraunhofer Award/Robert M. Burley Prize of OPTICA (formerly OSA), awarded at the Carnegie Institution for Science, Washington, DC, USA, 9/2019[26]
- Ordentliches Mitglied der Sächsischen Akademie der Wissenschaften (seit März 2018)[27]
- Fellow Award, EOS (European Optical Society), Joensuu, Finland, 8/2016[28]
- Fellow Award, OSA (The Optical Society), Washington, DC, USA, 10/2015[29][30]
- Fellow Award, SPIE (The International Society for Optics and Photonics), Bellingham, WA, USA, 12/2015[31]
- Senior Member, IEEE (Institute of Electrical and Electronics Engineers), Alexandria, VA, USA, 5/2015[32]
- Berthold Leibinger Innovationspreis (3. Preis),[33] Ditzingen, 7/2008
- Messtechnik-Preis des Arbeitskreises der Hochschullehrer für Messtechnik e. V. (AHMT). Die Verleihung fand im September 1996 an der TU München statt.[34]
- Ehrung der Fakultät für Maschinenwesen (Maschinenbau und Elektrotechnik) der Leibniz Universität Hannover für eine herausragende Promotion, Hannover, 1995

## Mitarbeit in Organisationen
- Vice President of International Commission for Optics, ICO
- Gewähltes Mitglied des Kuratoriums der Deutschen Gesellschaft für Laser-Anemometrie GALA e.V.[35]
- Program Committee Chair of FiO1 of OPTICA Frontier in Optics + Laser Science, Denver, 9/2024[36]
- Co-Chair of SPIE Conf. Digital Optical Technology (with Google director XR, Dr B. Kress), Munich, 6/2023 & 6/2025[37]
- Advisor of Optica-SPIE-Student Chapter of TU Dresden, since 3/2022
- Selected as editor for Light: Advanced Manufacturing (LAM), Changchun, since 2/2022
- Curator and member of Fraunhofer society, appointed for Institute Photonics Microsystems (IPMS), since 1/2022
- Affiliated Investigator of Else Kröner-Fresenius Center for Digital Health (EKFZ), since 02/2021
- Member of Senate of TU Dresden, since 12/2019 until 12/2024
- Director of Center Biomedical Computational Laser Systems (BIOLAS), TUD, since 7/2019
- Affiliated Investigator of the Excellence Cluster “Physics of Life” of TUD, since 1/2019
- BrainLinks-BrainTools Excellence Cluster, SAB-Scientific Advisory Board Member, Freiburg, 2019-2024
- Kooptierter Professor am Institut für Angewandte Physik, Fakultät Physik, Bereich Mathematik und Naturwissenschaften, TU Dresden[38]
- Mitglied des Vorstandes der Deutschen Gesellschaft für angewandte Optik (DGaO)
- Fachkollegiat im Kollegium Systemtechnik der Deutschen Forschungsgemeinschaft (DFG)[39]
- Mitglied des wissenschaftlichen Beirats der Zeitschrift tm – technisches Messen, Oldenbourg Verlag, München[40]
- Mitgliedschaften: VDE,[41] International Society of Optical Engineering (SPIE),[42] German Physical Society (DPG), German Association for Laser Anemometry (GALA),[43] European Optical Society (EOS), Optical Society of America (OSA)
- Mitglied der Wissenschaftlichen Gesellschaft Lasertechnik e. V. (WLT)[44]

## Bücher, Buchbeiträge und Zeitschriftenbeiträge
- Verfahren zur Messung und Auswertung der Interferenzphase in der Laser-Doppler-Velocimetrie. VDI-Verlag, Düsseldorf 1996, ISBN 3-18-353008-2, zugleich Dissertation, Universität Hannover.
- Laserinterferometrische Sensoren zur Abstands-, Geschwindigkeits- und Temperaturmessung. expert-Verlag, Renningen 2005, ISBN 3-8169-2303-8, zugleich Habilitationsschrift, Universität Hannover
- mit L. Büttner, T. Pfister: Berührungslos messen mit Licht: Laser-Doppler-Sensoren. In: Physik in unserer Zeit (= lebendiges Lehrbuch), Ausgabe 2007, S. 282–290
- Jürgen Czarske, Jochen Guck, Raimund Schlüßler und Stephanie Möllmert: Berührungsloses Fühlen: Licht ermöglicht eine nichtinvasive in vivo-Elastographie von Zellverbänden. In: Physik Journal 01/2018, S. 37–42 (Übersichtsartikel)
- E. Scharf, J. Dremel, R. Kuschmierz, J. Czarske: Video-rate lensless endoscope with self-calibration using wavefront shaping. In: Optics Letters 45(13), 3629–3632, 2020
- L. Büttner, M. Thümmler, J. Czarske: Velocity measurements with structured light transmitted through a multimode optical fiber using digital optical phase conjugation. In: Opt. Express 28, 8064–8075, 2020
- F. Bürkle, F. Moyon, L. Feierabend, J. Wartmann, A. Heinzel, J. Czarske, L. Büttner: Investigation and Equalisation of the Flow Distribution in a Fuel Cell Stack. In: Journal of Power Sources 448, 227546, 2020
- W. Wang, K. Philipp, J. Czarske, N. Koukourakis: Real-time monitoring of adaptive lenses with high tuning range and multiple degrees of freedom. In: Optics Letters 45(2), 272–275, 2020
- Giuseppe Antonacci, Timon Beck, Alberto Bilenca, Jürgen Czarske, Kareem Elsayad, Jochen Guck. Kyoohyun Kim, Benedikt Krug, Francesca Palombo, Robert Prevedel, Giuliano Scarcelli: Recent progress and current opinions in Brillouin Microscopy for life science Applications. In: Biophysical Reviews, 2020
- Felix Greiffenhagen, Jakob Woisetschläger, Johannes Gürtler, Jürgen Czarske: Quantitative measurement of density fluctuations with a full‑field laser interferometric vibrometer. In: Experiments in Fluids, 61, 9, 2020
- R. Nauber, L. Büttner, J. Czarske: Measurement uncertainty analysis of FPGA-based real-time signal processing for ultrasound flow imaging. In: Journal of Sensors and Sensor Systems (JSSS), 2020
- C. Kupsch, L. Feierabend, R. Nauber, L. Büttner, J. Czarske: Ultrasound super-resolution flow measurement of suspensions in narrow channels. In: IEEE Transactions on Ultrasonics, Ferroelectrics, and Frequency Control, 2020
- Aziz, Azaam; Pane, Stefano; Iacovacci, Veronica; Koukourakis, Nektarios; Czarske, Jürgen; Menciassi, Arianna; Medina-Sánchez, Mariana; Schmidt, Oliver: Medical Imaging of Microrobots: Towards In Vivo Applications. In: ACS Nano 14, 9, 10865–10893, 2020
- J. Gürtler, F. Greiffenhagen, J. Woisetschläger, R. Kuschmierz, J. Czarske: Seedingless measurement of density fluctuations and flow velocity using high-speed holographic interferometry in a swirl-stabilized flame. In: Optics and Lasers in Engineering, 2020
- S. Rothe, Q. Zhang, N. Koukourakis, J. Czarske: Intensity-only Mode Decomposition on Multimode Fibers using a Densely Connected Convolutional Network. In: Journal of Lightwave Technology, DOI:10.1109/JLT.2020.3041374, 2020